# Jakub Antczak
Jakub Antczak, né le 29 avril 2004 à Wrocław en Pologne, est un footballeur polonais qui évolue au poste d'ailier gauche au Lech Poznań.

## Biographie

### Carrière en club
Né à Wrocław en Pologne, Jakub Antczak est formé au Lech Poznań. Le 9 décembre 2021, il prolonge son contrat avec son club formateur pour trois ans. Il fait ses débuts en professionnel lors de la saison 2021-2022, jouant son premier match en professionnel le 12 février 2022 contre le Bruk-Bet Termalica Nieciecza. Il entre en jeu à la place de Dani Ramírez et son équipe s'impose sur le score de cinq buts à zéro ce jour-là.
Antczak est sacré champion de Pologne en 2021-2022,,.

### En sélection
En 2020 il joue trois matchs avec l'équipe de Pologne des moins de 16 ans.
Le 21 mai 2022, Jakub Antczak est convoqué pour la première fois avec l'équipe de Pologne des moins de 18 ans.

## Palmarès

### En club
Lech Poznań
- Championnat de Pologne (1) :
  - Champion : 2021-22